# Holocaust-Nachfolgegeneration

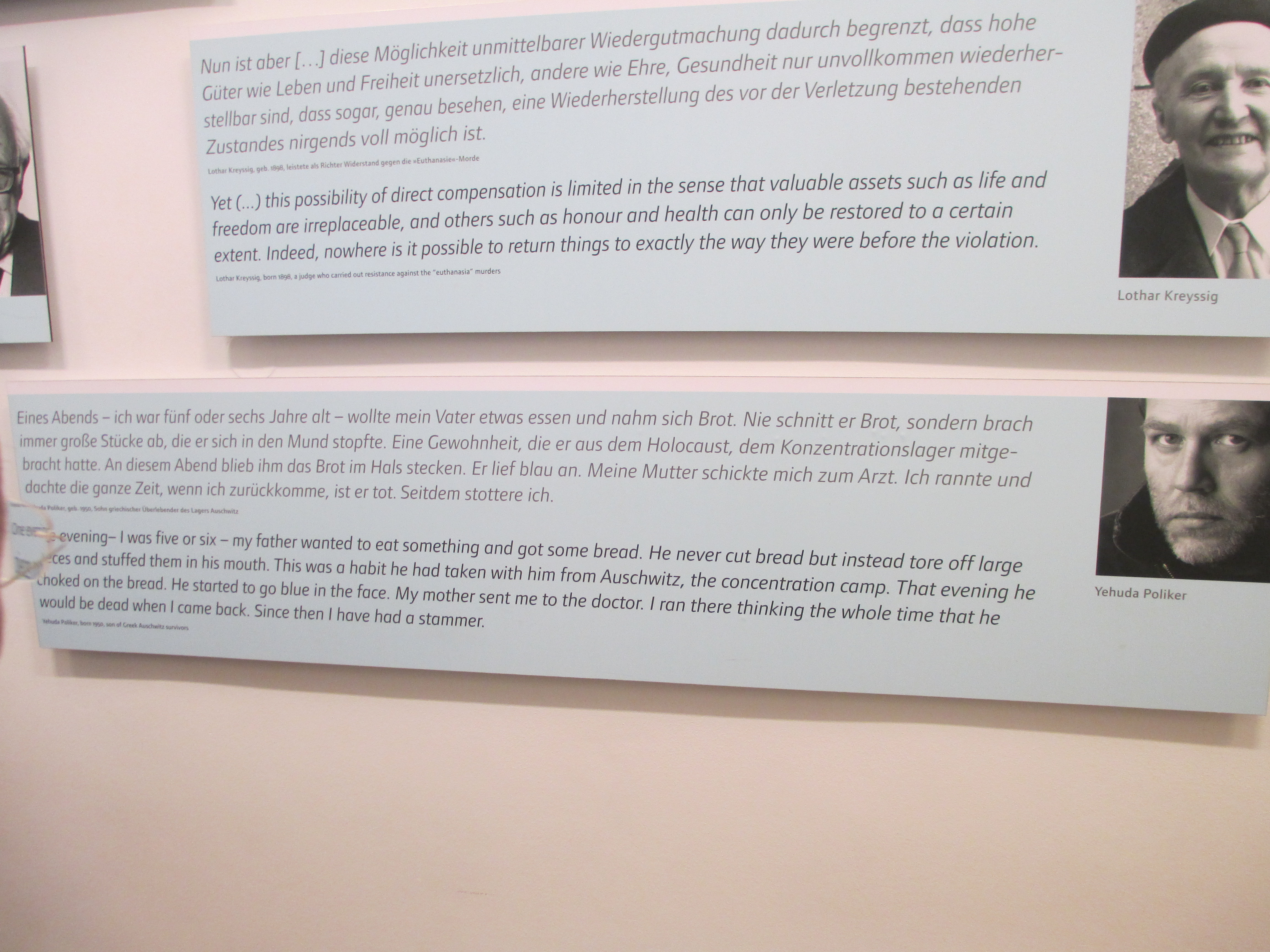
Selbstzeugnis von Yehuda Poliker in der Villa Wannsee

Als Holocaust-Nachfolgegeneration, manchmal auch Zweite Holocaust-Generation, bezeichnet man nach dem nationalsozialistischen Völkermord geborene Kinder von Überlebenden des Holocaust. In den ersten Jahrzehnten nach Kriegsende wurde die Auseinandersetzung mit dem Holocaust allgemein verdrängt. Seit den 1960er Jahren ist diese Bevölkerungsgruppe Gegenstand wissenschaftlicher Untersuchungen und seit Mitte der 1970er Jahre wird sie zunehmend künstlerisch thematisiert.

## Geschichtlicher Überblick
Unmittelbar nach Ende des Zweiten Weltkrieges bestand weder die Bereitschaft noch die Fähigkeit, sich mit der Katastrophe der millionenfachen Menschenvernichtung auseinanderzusetzen. Überlebende, die oftmals zu Emigranten geworden waren, bemühten sich in erster Linie, sich sprachlich und kulturell an ihre neue Umgebung anzupassen, ein Auskommen zu finden und ein neues Netz von Beziehungen aufzubauen, und weigerten sich sowohl in der Öffentlichkeit als auch im familiären Umfeld, über ihre Kriegserlebnisse zu berichten. Allerdings gab es seit den frühen 1960er Jahren Bemühungen, dieses Schweigen zu durchbrechen. Josef Rosensaft (1911–1975) gründete 1965 ein Bergen-Belsen-Jugendmagazin und rief Kinder von Überlebenden aus Bergen-Belsen dazu auf, an Gedenkveranstaltungen teilzunehmen. Während des Eichmann-Prozesses sowie vor dem Sechstagekrieg und dem Jom-Kippur-Krieg, als in Israel Ängste vor einer neu bevorstehenden Massenvernichtung laut wurden, kam es dort zu Gesprächen mit Holocaust-Überlebenden, allerdings ohne dass dabei die Bedeutung des Holocaust für die Kinder von Überlebenden thematisiert wurde (siehe Transgenerationale Weitergabe).
Im Zuge der Bürgerrechtsbewegung in den USA begann sich in den 1970er Jahren an amerikanischen Universitäten ein Bewusstsein unter Kindern von Holocaust-Überlebenden zu entwickeln. Ein Artikel von Helen Epstein über die Kinder von Holocaust-Überlebenden, der am 19. Juni 1977 in The New York Times veröffentlicht wurde, stieß auf internationales Interesse. Seither sind über hundert Dissertationen zu den psychologischen Auswirkungen einer Kindheit als Nachkomme von Holocaust-Überlebenden publiziert worden.
Die amerikanische Fernsehserie Holocaust – Die Geschichte der Familie Weiss erzeugte ab 1979 in Deutschland ein enormes öffentliches Echo und initiierte eine bisher nie dagewesene, breite Diskussion.
Unter den literarischen Erzeugnissen von Kindern von Holocaust-Überlebenden findet sich der Comic Maus – Die Geschichte eines Überlebenden von Art Spiegelman. In den späten 1980er Jahren veröffentlichten die israelischen Sänger Shlomo Artzi und Yehuda Poliker Lieder, in denen der Holocaust zur Sprache kommt. Die künstlerische Auseinandersetzung mit dem Thema wird im 21. Jahrhundert fortgesetzt, erinnert sei hier an die Bauten des Architekten Daniel Libeskind.
Ein wesentlicher Schritt in der öffentlichen Anerkennung der Würde von Holocaust-Überlebenden ergab sich durch die Ausstrahlung des Films Shoah von Claude Lanzmann aus dem Jahre 1985. In den späten 1980er Jahren wurde in Israel die Organisation Amcha gegründet, mit einer Zweigstelle Amcha Deutschland. Dieser Verein erteilt psychosoziale Hilfe für Holocaust-Überlebende und ihre Nachkommen.
Im Jahr 1994 gründete der Regisseur Steven Spielberg die Shoah Foundation, die nachfolgenden Generationen im Rahmen einer visual History Videos mit Interviews von etwa 52.000 Zeitzeugen aus 56 Ländern zur Verfügung stellt – darunter 931 Interviews in deutscher Sprache.